# Euronext Lisbon
Euronext Lisbon est la bourse située à Lisbonne. Son principal indice boursier est le PSI 20. La société qui la gère (Euronext Lisbon S.A.) appartient à 100 % au groupe NYSE Euronext. Précédemment dénommée Bolsa de Valores de Lisboa e Porto S.A. (BVLP), résultat d'une fusion conclue en février 2001 entre la bourse de Lisbonne (Associação da Bolsa de Valores de Lisboa, ABVL) et la bourse des dérivés de Porto (Associação da Bolsa de Derivados do Porto, ABDP), elle a pris la dénomination d'Euronext Lisbon S.A. par suite de son acquisition, en février 2002, par Euronext N.V. devenue filiale du groupe NYSE Euronext.